# Louis Verreydt
Louis Verreydt (Noorderwijk, 25 november 1950 - Herentals, 13 augustus 1977) was een Belgisch wielrenner.

## Carrière
Louis Verreydt was beroepsrenner van 1972 tot 1975, maar zijn belangrijkste overwinningen behaalde hij bij de toenmalige liefhebbers. In 1971 werd hij wereldkampioen ploegentijdrit over een afstand van 100 km. In Mendrisio behaalde hij de titel samen met Ludo Van Der Linden, Gustaaf Hermans en Gustaaf Van Cauter. Op de Olympische Spelen in 1972 behaalde hij met Hermans, Van Cauter en Ludo Delcroix de vierde plaats in dit nummer. In 1971 won Verreydt Parijs-Roubaix bij de min 23-jarigen.
Bij de beroepsrenners won hij een viertal regionale wedstrijden, waaronder Dwars door België in 1974.

## Overwinningen
1971
- 100km TTT (amateurs)
- Rund um Sebnitz

1972
- Heist-op-den-Berg
- Schepdaal
- 3e etappe deel b Grand Prix Willem Tell

1973
- Mortsel
- Nieuwpoort
- GP Fayt-le-Franc
- Ninove
- Boom

1974
- Dwars door Vlaanderen

1975
- Stal - Koersel

## Resultaten in voornaamste wedstrijden
| Jaar | Ronde van Italië | Ronde van Frankrijk | Ronde van Spanje |
| ---- | ---------------- | ------------------- | ---------------- |
| 1972 |                  |                     |                  |
| 1973 |                  |                     |                  |
| 1974 |                  |                     | opgave           |
| 1975 |                  |                     | opgave           |

| Jaar | Milaan-San Remo | Gent-Wevelgem | Ronde van Vlaanderen | Parijs-Roubaix | Ronde van Lombardije | Dwars door Vlaanderen |
| ---- | --------------- | ------------- | -------------------- | -------------- | -------------------- | --------------------- |
| 1972 |                 |               |                      |                | 16e                  |                       |
| 1973 |                 |               |                      |                | 15e                  |                       |
| 1974 | 127e            | 26e           | 22e                  | 14e            |                      | Goud                  |
| 1975 |                 |               |                      | 38e            |                      |                       |